# بارك جونغ-تشان
بارك جونغ-تشان (هانغل: 박종찬) هو لاعب كرة قدم كوري جنوبي في مركز الهجوم، ولد في 2 أكتوبر 1981 في كوريا الجنوبية. لعب مع إنتشون يونايتد.

## وصلات خارجية
- بارك جونغ-تشان على موقع دوري كوريا الجنوبية (الإنجليزية)
- بارك جونغ-تشان على موقع قاعدة بيانات كرة القدم.إي يو (الإنجليزية)